# Licens
Se även licens (immaterialrätt).
En licens är ett avtal om rätt att bedriva viss verksamhet eller rätt att nyttja annans rättighet, på i avtalet angivna villkor. En licens är oftast tidsbunden, och upprättas vanligtvis i samband med en ekonomisk transaktion av en produkt eller tjänst, eller efter att licenstagaren med framgång utfört ett behörighetsprov, exempelvis en jägarexamen.

## Exempel på licenser
- Programvarulicens för rätt att nyttja mjukvara
- TV-avgift för att få inneha TV-mottagare; kallas ofta "TV-licens"
- Vapenlicens för att få ha vapen